# Quebrada Huaycoloro
La quebrada Huaycoloro es un curso de agua en Perú ubicado en el departamento de Lima. Se activa en época de lluvias y sus aguas desembocan en el río Rímac. Se suele  desbordar anegando zonas urbanas adyacentes tras las precipitaciones extremas registradas en los años en que se manifiesta el fenómeno del Niño.

## Historia
El único apunte histórico de Huaycoloro se encuentra en las "Informaciones de Taulichusco" (1555): "Este testigo declara que, hace mucho tiempo, en esta tierra, ciertos individuos se apoderaron o tomaron por la fuerza las tierras de los indios, desplazándolos de su lugar original. De qué tierras se trata, este testigo no tiene entera certeza, pero ha oído que son las tierras en un lugar que llaman "Huaycoloro". Y esto lo sabe porque vio cómo algunos indios fueron desplazados de esas tierras que pertenecían a sus antepasados, y ahora les ve vivir en condiciones difíciles, apartados de esas mismas tierras. A día de hoy, esas tierras están en manos de otros, y los indios poseen muy poco de ellas."